# Злотникова, Тамара Владимировна
Тамара Владимировна Зло́тникова (род. 14 мая 1951, Чкалов) — депутат Государственной думы РФ 1—2 созывов от фракции «Яблоко», председатель Комитета по экологии ГД второго созыва.

## Биография
Родилась 14 мая 1951 года. Окончила Оренбургский ГПИ имени В. П. Чкалова, химик-биолог; Российскую академию госслужбы при Президенте Российской Федерации; Университет охраны прирорды при Уральском центре АН СССР. Кандидат юридических наук в области экологического права.
Избиралась депутатом Оренбургского областного совета народных депутатов, возглавляла комиссию по экологии, была председателем городского комитета по экологии — главным государственным инспектором Оренбурга.
В 1996 году стала Лауреатом премии «Зелёный человек года» «за принципиальность в постановке экологических проблем, самоотверженность в экологическом просвещении Государственной Думы и Правительства России».
1993—1995 Депутат Государственной Думы Федерального Собрания Российской Федерации первого созыва.
1995—1999 Депутат Государственной Думы от Оренбургского одномандатного избирательного округа № 132, Оренбургская область. Выдвинута кандидатом в депутаты избирательным объединением «Общественное объединение „Яблоко“».
Он, президент Ельцин, виновен в том, что до сих пор не каждая мать, потерявшая в Чечне сына, имеет его могилу, где может поплакать о безвременно безвинно ушедшем молодом сыне.

Он, президент Ельцин, виновен в том, что вместо гордости за службу в советской российской Армии сегодня и сами солдаты, и их родители перед призывом в армию своих сыновей испытывают только страх, доведший отдельных родителей до чудовищных действий, до того, чтобы упечь своих сыновей от службы в армии в психушку.
С такими словами 14 мая 1999 года Тамара Злотникова выступила с трибуны Госдумы.
Была председателем Комитета Государственной Думы по экологии, заместителем председателя комиссии Межпарламентской Ассамблеи государств — участнииков СНГ по проблемам окружающей среды.
2000—2007 г.г. — Заместитель начальника инспекции по контролю расходов федерального бюджета на охрану окружающей среды и природных ресурсов, гидрометеорологию, картографию и геодезию Счетной палаты Российской Федерации, государственный советник Российской Федерации 1 класса
С 1999 года академик Российской экологической академии. Доктор юридических наук (Диплом ДК № 005207 решением ВАК от 20 октября 2000 года № 41д/45), специальность 12.00.06 («Природоресурсное, экологическое право»)
С 2000 года по настоящее[уточнить] время — эксперт Комитета Государственной Думы по природным ресурсам и экологии, член Высшего Экологического Совета.
С 2013 г. — профессор кафедры земельного права Гуманитарного факультета МИИГАиК.

## Награды
- За заслуги в области охраны окружающей среды была награждена:

— памятной медалью Всероссийского общества охраны природы (1994 г.);
-Федеральной службой Российской Федерации по гидрометеорологии и мониторингу окружающей среды нагрудным знаком «Почетный работник Гидрометеослужбы России» (1998 г.);
— Государственным санитарно-эпидемиологическим надзором Министерства здравоохранения Российской Федерации нагрудным знаком «Отличник здравоохранения» (1999 г.);
-Государственным комитетом Российской Федерации по охране окружающей среды и Российским экологическим движением почетным дипломом и медалью «За охрану природы России» (1999 г.), почетным дипломом «За развитие экологического образования в Российской Федерации» (2000 г.).
По инициативе ряда общественных организаций была объявлена «Зеленым человеком» 1996 года.
- За активное участие в деятельности МПА и вклад в укрепление дружбы между народами в была награждена Почетной грамотой Межпарламентской Ассамблеи (1998 г.).
- За существенный вклад в развитие российского законодательства награждена Почетной грамотой Государственной Думы Федерального Собрания Российской Федерации (2001 г.).
- За заслуги в решении экологических проблем России, сохранении природных ресурсов, растительного животного мира, высокий профессионализм, а также многолетний добросовестный труд присвоено звание «Заслуженный эколог Российской Федерации» (указ Президента РФ от 08.07.2003 г. № 747).
- За многолетнюю плодотворную работу, большой вклад в дело охраны окружающей среды и природных ресурсов России Министерством природных ресурсов Российской Федерации присвоено почетное звание «Почетный работник охраны природы» (2006 г.).
- За многолетний вклад в развитие законодательства в области экологического аудита и экологического страхования в России присуждена Национальная экологическая премия (2009 г.).
- За плодотворный труд, высокий профессионализм в работе и значительный вклад в развитие законодательства Российской Федерации в области охраны окружающей среды и обеспечения экологической безопасности награждена Почетной грамотой Комитета Государственной Думы по природным ресурсам и экологии (2014 г.).